# Seathwaite Tarn
Der Seathwaite Tarn ist ein Stausee im Lake District, Cumbria, England.
Der Seathwaite Tarn ist ein natürlicher See, der zwischen 1904 und 1907 durch den Bau eines Damms aufgestaut wurde, um Trinkwasser für Barrow-in-Furness bereitzustellen. Der See liegt südlich des Grey Friar und nördlich der Seathwaite Fells am Rande des Duddon Valley und nördlich des Ortes Seathwaite.
Durch die 366 m lange Staumauer erreicht der See eine Tiefe von 28 m.
Der Tarn Beck, der in den River Duddon mündet, bildet seinen Abfluss.